# 263 (عدد)
263 هو عدد صحيح طبيعي بين 262 و264

## في الرياضيات

### خصائص
- 263 عدد أولي
- 263 عدد فردي
- 263 عدد ناقص